# 平島型敷設艇
平島型敷設艇(ひらしまがたふせつてい)は、日本海軍の敷設艇。同型艦10隻(うち1隻建造取り止め)。

## 概要
昭和14年度(1939年)から着手する④計画に於いて、艦齢の高い測天(初代)型10隻の代艦として要求され、10隻(1隻当たり2,660,000円)の予算が成立した。10隻は仮称「第170号艦」から「第179号艦」とされ、うち9隻が1940年(昭和15年)から1943年(昭和18年)に竣工している。
大戦中は本来の要港防衛や機雷敷設などに加え、
近海の船団護衛も行い好評だった。

## 艦型
計画番号H11B。前型の測天型敷設艇(計画番号H11)とほぼ同一の艦型だが、その実績を取り入れて、細部にわたって色々な改善が行われた。
測天型で搭載した毘式40mm単装機銃は、潜水艦の内殻に有効な被害を与えることが出来ないことが実験で判り、代わりに8cm高角砲1基を搭載した。
対潜装備として水中聴音機と水中探信儀を竣工時から装備した(測天型の計画では搭載を考慮したのみ)。補音機近くの外板表面をなるべく平滑にするなどの対策が行われたが、それでも航走中はほとんど使えずに停止聴音を前提としていた。
船体は測天型より深さを20mm増している。「一般計画要領書」によると測天型の搭載機雷は九三式機雷のみだったが、平島型では九三式機雷の他に五号機雷や九二式機雷も搭載できた。また掃海装備の搭載も計画された。
爆雷投射機は計画では九四式投射機1基だが、竣工時は爆雷投射機2基、または三式投射機4基とする文献もある。
大戦中の船団護衛では航続力の不足が指摘され、機械室後部のバラストタンクを重油タンクに改造して重油約17トンを増載、14ノットで4,000海里まで航続力を伸ばした。1944年(昭和19年)以降は機銃などの増備がなされたらしく、「済州」の例では25mm連装機銃4基(13mm機銃は撤去)、同単装7基、計15艇を最終的に装備した。レーダーは22号電探1基を装備した。「怒和島」では22号電探に代わり13号電探を装備したという。「怒和島」は九四式爆雷投射機も1基から2基に増備しているという。

## 分類について
「一般計画要領書」や『海軍造船技術概要』では平島以降の10隻(うち1隻は建造取り止め)を平島型としている。
一方、公的な分類(特務艇類別等級表、1944年2月からは艦艇類別等級表)や『日本海軍護衛艦艇史』では平島型という分類(類別)は無く、(網代を除いて)全て測天型としている。
『写真日本の軍艦第14巻』で東清二は、測天型の解説内で④計画艦(いわゆる平島型)について、
このため、本型を一番艇の平島から平島型と称して、先の測天型と区別しているむきもあるが、基本的に同型艇と見てよい。(中略)なお、④計画についでマル急計画において、本型一四隻の建造が予定されていたが、(中略)網代のみが昭和十九年七月に完成した。従って測天型の同型艇は一五隻を数え、(以下略)—東清二、写真日本の軍艦第14巻p.94
としており、測天型5隻、平島型9隻、網代の計15隻は実質的に同型としている。

### 網代型
開戦直前のマル急計画で敷設艇は14隻、さらに改⑤計画で12隻の建造が計画されたが、マル急計画艦の「網代」のみ竣工しその他は全て建造取り止めとなった。計画番号はH13。測天型(H11)、平島型(H11B)とは本来違う系列で、改⑤計画艦ではタービン搭載も伝えられる。結局「網代」は平島型とほぼ同じ艦型で計画され、実質的には測天や平島と同型となった。公的な分類(艦艇類別等級表)では網代型と別型に分類されている。

## 同型艦
平島(ひらしま)1940年(昭和15年)12月24日竣工(三菱重工業横浜船渠)。1943年(昭和18年)7月28日戦没(五島列島沖、米潜)。
澎湖(ほうこ)1941年(昭和16年)12月20日竣工(玉造船所)。1943年(昭和18年)9月28日戦没(ブカ島沖、航空機)。
石埼(いしざき)1942年(昭和17年)2月28日竣工(三菱重工業横浜船渠)。大湊で終戦。掃海艦として使用ののち1947年(昭和22年)10月1日米国へ引き渡し、青島へ回航。
鷹島(たかしま)1942年(昭和17年)3月25日竣工(日本鋼管鶴見造船所)。1944年(昭和19年)10月10日戦没(名護湾、艦載機)。
済州(さいしゅう)1942年(昭和17年)4月25日竣工(大阪鉄工所)。佐世保方面で終戦。復員輸送ののち1947年(昭和22年)10月3日中国へ引き渡し。
新井埼(にいざき/にゐざき)1942年(昭和17年)8月31日竣工(玉造船所)。大湊で終戦。1945年(昭和20年)10月4日室蘭沖で触雷大破、翌日除籍。
由利島(ゆりじま)1942年(昭和17年)11月30日竣工。(日本鋼管鶴見造船所)。1945年(昭和20年)1月14日戦没(マレー半島沖、米潜コウビア)。
怒和島(ぬわじま)1942年(昭和17年)11月15日竣工。(大阪鉄工所)。1945年(昭和20年)4月30日佐伯湾にて航空機の攻撃を受け大破かく座。
前島(まえじま)1943年(昭和18年)7月31日竣工(日本鋼管鶴見造船所)。1944年(昭和19年)10月21日戦没(ルソン島西岸、航空機)。
諸島(もろしま)④計画の最終艇。仮称「第179号艦」、艦名を「諸島」と仮定。日立造船で建造を予定していたが、起工前に建造取り止め。